# San Rafael del Reino
San Rafael del Reino är en ort i Mexiko.   Den ligger i kommunen Lázaro Cárdenas och delstaten Michoacán de Ocampo, i den södra delen av landet, 400 km väster om huvudstaden Mexico City. San Rafael del Reino ligger 97 meter över havet och antalet invånare är 346.
Terrängen runt San Rafael del Reino är platt åt sydväst, men åt nordost är den kuperad. Runt San Rafael del Reino är det glesbefolkat, med 15 invånare per kvadratkilometer. Närmaste större samhälle är Guacamayas, 6,6 km söder om San Rafael del Reino. I omgivningarna runt San Rafael del Reino växer huvudsakligen savannskog.